# 센스 (분자생물학)
센스(영어: sense)는 분자생물학 및 유전학에서 핵산 분자, 특히 DNA 또는 RNA 가닥의 아미노산 서열을 지정하는데 있어 가닥의 역할과 그 상보성을 나타낸다. 문맥에 따라 센스는 약간 다른 의미를 가질 수도 있다. 예를 들어 DNA가 동일한 서열의 RNA로 전사되고, 단백질로 번역될 수 있으면 그 DNA는 포지티브 센스이며, 그렇지 않으면 네거티브 센스이다.

## 같이 보기
- 안티센스 치료법
- 방향성 (분자생물학)
- DNA 코돈표
- RNA 바이러스
- 전사 (생물학)
- 번역 (생물학)
- 바이러스